# Die Pfotenbande
Die Pfotenbande ist eine zwölfteilige deutsche Kinder-Fernsehserie aus dem Jahr 2011. Als Moderatorinnen bzw. Hauptdarstellerinnen der jeweils ca. 10-minütigen Episoden sind die Schwestern Lilli, Luna und Emma Schweiger zu sehen.

## Handlung
Lilli, Emma und Luna erleben Abenteuer mit Tieren und vermitteln dabei gezielt Wissen an die Zuschauer.

## Produktion und Veröffentlichung
Die Serie wurde für den deutschen Ableger des Pay-TV-Kindersenders Boomerang produziert und dort ab dem 23. Januar 2011 ausgestrahlt. Ab September 2011 erfolgte die Ausstrahlung im Free-TV auf dem Sender sixx in dem mit Boomerang gemeinsam produzierten Programmfenster Cartoonito.

## Episoden
- 1.01. Beim Tierarzt
- 1.02. Tier-Patenschaft
- 1.03. Nachwuchs
- 1.04. Davongelaufen
- 1.05. Das Reitturnier
- 1.06. Auf dem Bauernhof: Die Kälbchengeburt
- 1.07. Auf dem Bauernhof: Pony allein zu Hause
- 1.08. Der neue Wellensittich
- 1.09. Auf den Hund gekommen
- 1.10. Exotische Mutprobe
- 1.11. Urlaub für die Katz
- 1.12. Der Rettungshund